# 世安車庫前停留場
世安車庫前停留場（よやすしゃこまえていりゅうじょう）は、かつて熊本県熊本市にあった熊本市交通局川尻線に属した電停（廃駅）である。

## 構造
- 専用軌道上の相対式2面2線であった。

熊本電軌時代からの川尻線専用電車車庫及び変電施設を併せ持っていた。

## 歴史
- 1926年（大正15年）10月12日 熊本電気軌道が世安橋 - 岡町間を新規開業と共に熊本電気軌道世安車庫、世安変電所開設。
- 1945年（昭和20年）12月1日 熊本市が百貫線と共に川尻線買収、熊本市交通局の路線となると共に「世安車庫前」電停として開業。
- 1965年（昭和40年）2月21日 川尻線廃止に伴い、当駅及び世安車庫、世安変電所も廃止。

## 現在
- 跡地周辺は白川の左岸堤防及び住宅地化となっている。

## 隣の停留場
熊本市交通局
川尻線
世安橋電停 - 世安車庫前電停 - 十禅寺町電停